# Ranajit Guha
Pour les articles homonymes, voir Guha.
Ranajit Guha (en bengali : রণজিত গুহ, né le 23 mai 1923 à Siddhakati, Backergunje et mort le 28 avril 2023) est un historien indien, un des principaux fondateurs du groupe des études subalternes (Subaltern Studies), et un spécialiste majeur de l'histoire coloniale et postcoloniale de l'Inde.

## Biographie

### Milieu familial et formation
Ranajit Guha naît dans une région rurale du Bengale oriental (aujourd'hui Bangladesh), au sein d'une famille de propriétaires fonciers. Il a dès sa jeunesse un sentiment de proximité avec le milieu paysan.   
À l'adolescence, il part vivre à Calcutta, où il milite en s'engageant auprès du parti communiste dans les dernières années du régime colonial britannique (dans les années 1940).  
Il entreprend à l'Université de Calcutta une thèse de doctorat sur le Permanent Settlement (en), ou règlement permanent du Bengale, conclu en 1793 entre la Compagnie des Indes orientales et les propriétaires terriens (zamindars). Cependant, l'Université lui refuse le doctorat, ce qu'il attribue à la prégnance dans cette institution d'une « orthodoxie de l'histoire économique nationaliste ».
Il quitte l'Inde en 1947 pour Paris où il séjourne quelques années, comme membre de la Fédération mondiale de la jeunesse démocratique (World Federation of Democratic Youth), avant d'entreprendre des voyages en Europe et de revenir en Inde en 1953. Lors de ses années passées en Europe, Guha a pu se familiariser avec les avancées de l'anthropologie, de la sémiotique, de la linguistique, du structuralisme et du poststructuralisme, domaines d'étude dans lesquels il puisera son inspiration par la suite.

### Carrière
Ranajit Guha émigre au Royaume-Uni en 1959 et enseigne l'histoire à l'Université du Sussex pendant près de 20 ans. Sa défiance à l'égard des institutions académiques reste vive cependant. Alors qu'il réside au Royaume-Uni, dans les années 1970, il publie ses premiers travaux sur l'histoire subalterne, et constitue avec quelques jeunes chercheurs le groupe des "Subaltern Studies". Le groupe des  subalternistes bénéficie dès 1982 du soutien d'Oxford University Press (Delhi), qui édite la série de volumes Subaltern Studies, qui a un grand écho dans le monde académique.
Entre 1980 et 1988, Ranajit Guha enseigne à l'Université nationale australienne. 

### Vie privée
Ranajit Guha est marié à Mechthild Guha, née Jungwirth, d'origine allemande, elle-même une éminente chercheuse en études subalternes, qu'il a rencontrée à l'Université de Sussex au début des années 1960.

## Fondation des «études subalternes»
Ranajit Guha emploie le concept de « subalterne » pour désigner toute personne en Inde n'appartenant pas à « l'élite », donc les paysans, les ouvriers, les propriétaires terriens appauvris et d'autres personnes dont le comportement présentait une combinaison de défi et de déférence envers l'élite. 

### Une autre histoire sociale
A l'Université de Sussex où Ranajit Guha forme le groupe des études subalternes, il se situe dans la mouvance du marxisme. Toutefois il essaie de proposer une interprétation historique qui n'ait pas recours exclusivement à une analyse en termes de classes sociales et d'organisation économique. L'œuvre d'Antonio Gramsci lui fournit le concept de «subalterne» et le conduit à accorder une place plus importante à la culture, aux idées d'autonomie des subalternes dans l'action, et de conscience des subalternes. Le travail de Ranajit Guha constitue un apport original dans le contexte plus large des études pratiquant l'histoire par en bas, history from below, inspirées par les travaux d’E. P. Thompson. Cependant, R. Guha n'emploie pas cette expression «par en bas» qu'il juge trop marquée par un «présupposé élitiste».

### La critique de l'historiographie traditionnelle du nationalisme indien
L’histoire du nationalisme fait la place belle traditionnellement aux élites indiennes « éclairées » qui auraient « extirpé le peuple d’une condition d’assujettissement et de misère pour le conduire vers la liberté » ; l'historien Bipan Chandra  compte parmi les représentants de cette approche qui centre son attention sur les leaders, comme Jawaharlal Nehru ou Mohandas Gandhi, et sous-estime le rôle joué par les insurrections paysannes dans la lutte pour l'indépendance. L'historiographie traditionnelle justifie ce parti pris en qualifiant les révoltes populaires indiennes de « prépolitiques », c'est-à-dire « caractérisées par l’absence de conscience de classe, de programme ou d’idéologie ». Or selon Guha, les actions menées par les paysans indiens ont un caractère politique et moderne au même titre que celles de l'élite.

### La critique de l'histoire des groupes dominants
Ranajit Guha s'oppose à une école historique appelée la « Cambridge School of South Asian History », qui centre ses recherches sur les institutions politiques en Inde, sur les rivalités entre factions au sein de l'élite gouvernante, et sur la manière dont les groupes dominants ont embrassé la modernité politique, et utilisé à leur profit des mécanismes de pouvoir légués par les Britanniques. Guha reproche à cette école historique de ne pas s'intéresser au peuple indien, à sa culture, à ses modalités d'action. Anil Seal compte parmi les représentants de la Cambridge School ; il est l'auteur de The Emergence of Indian Nationalism. Competition and Collaboration in the Later Nineteenth Century en 1968.
Le concept de « subalterne » tel qu'il a été déployé par Guha a connu une large diffusion et a permis de repenser l'histoire de la conscience populaire et de la mobilisation dans des domaines aussi divers que l’histoire de l’Asie, de l’Afrique et de l’Amérique latine.

## Questions historiographiques
Les principaux problèmes historiographiques abordés dans l'œuvre de Guha sont : 
- l'appropriation coloniale du passé indien et sa représentation en tant que « partie très intéressante de l'histoire britannique », qui, avec la force de la conquête coloniale, s'est ajoutée dans la terminologie de Guha à une expropriation de l'histoire indienne ;
- la complicité de toutes les branches du savoir colonialiste dans le fait ou la force de la conquête ;
- la domination britannique en Inde en tant que « domination sans hégémonie », dans laquelle le moment de la coercition l'emportait sur le moment de la persuasion par opposition à l'Europe occidentale ;
- une historiographie indienne de l'Inde qui tente de remédier à l'expropriation de l'histoire indienne et de faire du « peuple indien, constitué en nation, le sujet de sa propre histoire » ;
- une historiographie subalterne qui identifie les limites de l'historiographie indienne traditionnelle de l'Inde et la nécessité de prêter attention à la « dimension négligée de l'autonomie subalterne dans l'action, la conscience et la culture », la « contribution apportée par le peuple seul » ;
- une historiographie qui va au-delà de « l'étatisme » à l'être-dans-le-monde quotidien des gens ordinaires, contrant les prétentions de la « prose de l'histoire du monde » avec la « prose du monde ». Ces problèmes reviennent sous diverses formes et combinaisons dans les livres et essais de Guha, notamment ceux qu'il a  publiés dans Subaltern Studies, une série qu'il a lancée en 1982.

## Travaux

### Ouvrages
- A rule of property for Bengal : an essay on the idea of permanent settlement, Paris [etc.] : Mouton & Co., 1963, New edition: Duke University Press,  (ISBN 0-8223-1761-3)
- Elementary Aspects of Peasant Insurgency in Colonial India, Oxford University Press, Delhi, 1983, New edition: Duke Univ Press, 1999,  (ISBN 0-8223-2348-6) -  a classic of Subaltern Studies
- History at the Limit of World-History (Italian Academy Lectures), Columbia University Press 2002
- An Indian Historiography of India: A Nineteenth Century Agenda & Its Implications. Calcutta: K.P. Bagchi & Company. 1988.
- Dominance without Hegemony: History and Power in Colonial India, Harvard University Press, 1998
- The Small Voice of History, Permanent Black, 2009

### Direction d'ouvrages
- (avec Gayatri Chakravorty Spivak), Selected Subaltern Studies, New York: Oxford University Press, 1988
- A Subaltern Studies Reader,1986-1995, Univ of Minnesota Press, 1997,  (ISBN 0-8166-2758-4)

### Articles
- The Prose of Counter-Insurgency en français : « La prose de la contre-insurrection »